# DDR-Badmintonmeisterschaft 1986
Die DDR-Badmintonmeisterschaft 1986 fand vom 24. bis zum 25. Mai 1986 in Greifswald statt. Es war die 26. Austragung der Titelkämpfe.

## Medaillengewinner
| Disziplin    | Gold                                                                        | Silber                                                                   | Bronze                                                                  |
| ------------ | --------------------------------------------------------------------------- | ------------------------------------------------------------------------ | ----------------------------------------------------------------------- |
| Herreneinzel | Thomas Mundt (Einheit Greifswald)                                           | Erfried Michalowsky (Einheit Greifswald)                                 | Michael Huber (HSG Lok HfV Dresden)                                     |
| Herreneinzel | Thomas Mundt (Einheit Greifswald)                                           | Erfried Michalowsky (Einheit Greifswald)                                 | Edgar Michalowski (Einheit Greifswald)                                  |
| Dameneinzel  | Birgit Kämmer (Einheit Greifswald)                                          | Kerstin Bohn (Einheit Greifswald)                                        | Petra Tobien (Kühlautomat Berlin)                                       |
| Dameneinzel  | Birgit Kämmer (Einheit Greifswald)                                          | Kerstin Bohn (Einheit Greifswald)                                        | Michaela Junker (Fortschritt Tröbitz)                                   |
| Herrendoppel | Erfried Michalowsky Edgar Michalowski (Einheit Greifswald)                  | Joachim Schimpke Thomas Mundt (Fortschritt Tröbitz / Einheit Greifswald) | Frank-Thomas Seyfarth Jens Scheithauer (Fortschritt Tröbitz)            |
| Herrendoppel | Erfried Michalowsky Edgar Michalowski (Einheit Greifswald)                  | Joachim Schimpke Thomas Mundt (Fortschritt Tröbitz / Einheit Greifswald) | Dirk Hickl Kai Abraham (EBT Berlin)                                     |
| Damendoppel  | Birgit Kämmer Angela Michalowski (HSG Lok HfV Dresden / Einheit Greifswald) | Petra Schubert Heike Franke (Fortschritt Tröbitz / Rotation Erfurt)      | Katrin Schlotte Jacqueline Bolduan (EBT Berlin)                         |
| Damendoppel  | Birgit Kämmer Angela Michalowski (HSG Lok HfV Dresden / Einheit Greifswald) | Petra Schubert Heike Franke (Fortschritt Tröbitz / Rotation Erfurt)      | Petra Tobien Michaela Junker (Kühlautomat Berlin / Fortschritt Tröbitz) |
| Mixed        | Erfried Michalowsky Petra Michalowsky (Einheit Greifswald)                  | Thomas Mundt Monika Cassens (Einheit Greifswald / HSG Lok HfV Dresden)   | Edgar Michalowski Angela Michalowski (Einheit Greifswald)               |
| Mixed        | Erfried Michalowsky Petra Michalowsky (Einheit Greifswald)                  | Thomas Mundt Monika Cassens (Einheit Greifswald / HSG Lok HfV Dresden)   | Andreas Benz Birgit Kämmer (HSG Lok HfV Dresden / Einheit Greifswald)   |